# Retorn a l'infern (pel·lícula de 2006)
Retorn a l'infern (títol original en anglès: Home of the Brave) és una pel·lícula històrica de guerra, dirigida per Irwin Winkler, estrenada el 2006 i doblada al català.

## Argument
Quatre soldats americans que han lluitat a l'Iraq tornen al seu país natal, però la tornada a la vida normal es desenvolupa amb problemes.

## Repartiment
- Samuel L. Jackson: Will Marsh
- Jessica Biel: Vanessa Price
- Brian Presley: Tommy Yates
- Christina Ricci: Sarah Schivino
- Curtis "50 Cent" Jackson: Jamal Aiken
- Chad Michael Murray: Jordan Owens
- Victoria Rowell: Penelope Marsh
- Jeffrey Nordling: Cary Wilkins
- Vyto Ruginis: Hank Yates
- Sam Jones III: Billy Marsh
- James MacDonald: Ray
- Joyce M. Cameron: Grace Owens

## Premis i nominacions

### Nominacions
- Globus d'Or a la millor cançó original 2007 per Sheryl Crow per la cançó "Try Not to Remember".